# Habronattus conjunctus
Habronattus conjunctus là một loài nhện trong họ Salticidae.
Loài này thuộc chi Habronattus. Habronattus conjunctus được Richard C. Banks miêu tả năm 1898.

## Hình ảnh

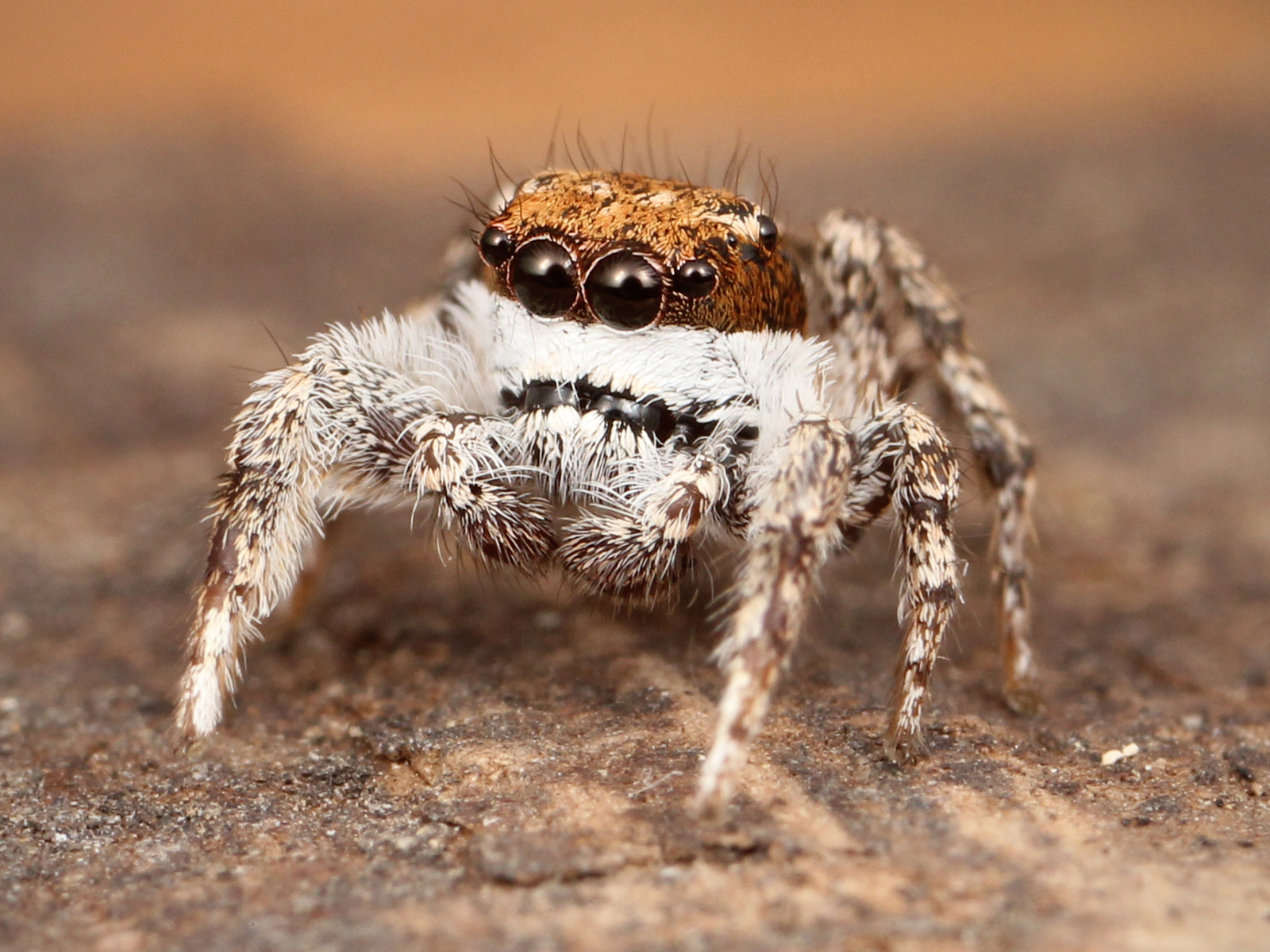